# Ethirothrips obscurus
Ethirothrips obscurus är en insektsart som först beskrevs av Schmutz 1913.  Ethirothrips obscurus ingår i släktet Ethirothrips och familjen smaltripsar. Inga underarter finns listade i Catalogue of Life.